# Wexford Youths FC
Wexford Youths FC este un club de fotbal din Comitatul Wexford, Irlanda.